# الأستاذ الدائم (رواية)
الأستاذ الدائم هي رواية ساخرة ألفّها عالم الاقتصاد الكندي-الأمريكي والأستاذ الفخري في جامعة هارفارد جون كينيث جالبرايث عام 1990، تحكي قصة أستاذ جامعي ليبرالي يسعى إلى تغيير المجتمع الأمريكي عن طريق كسب المال واستخدامه للمصلحة العامة. تدور أحداث هذه القصة في جامعة هارفارد خصوصا في فترة رئاسة الرئيس الأمريكي "ريغان". الحبكة وجميع الشخصيات الموجودة في القصة مستوحاة من الخيال.

## ملخص الأحداث
يسرد الكتاب قصة صعود أستاذ الاقتصاد «مونتغمري مارفن» إلى الشهرة بصفته مدرسًا أكاديميًا. وبالرغم من أنه يتجنب لفت الانتباه إلى نفسه ولكن مع ذلك جرى تثبيته في الخدمة الدائمة في عمله في وقت مبكرٍ من حياته المهنية. ومع أنه ظاهريًا يشغل نفسه ببحث غير مثير للاهتمام يركز على «النماذج الرياضية في نهج لتسعير الثلاجات» (والذي هو أيضا عنوان أطروحته للدكتوراه)، إلا أن أنشطة مارفن اللامنهجية تتمحورحول كيفية أن يصبح غنيًا جدًا في وقتٍ قصيرٍ للغاية. ومن أجل ذلك الهدف، ابتكر مارفن معادلة جديدة لنموذج التنبؤ بالأسهم يمكن بوساطته هو وزوجته أن يستغل نشوة وطمع الناس أو كما اسمياه الجنون. في النهاية، بينما يخسر الجميع المال عقب الاثنين الاسود (انهيار سوق الاسهم في 19 تشرين الثاني عام 1987) يكسب مارفن مبالغ كبيرةً جدًا (انظر أيضًا ميشيل مايلكن والاستحواذ المدعوم بالقروض).
ويقرر هو وزوجته أن ينفقا نقودهما بحكمةٍ وفقًا لأجندتهما الليبرالية، والتي تهدف إلى مراقبة قانون أخلاقيات الأعمال بشكلٍ صارم. ويبدآن بالاستفادة من «القوة الإيجابية للثروة» والشروع في حياة العمل الخيري. ويقومان بتمويل عدد من المقاعد الدراسية لدراسات السلام التي سيجري انشاؤها في جميع الاماكن في الأكاديميات العسكرية. كما أنهما يقومان بتحصيل القوانين التي بموجبها يطلب من الشركات تسمية منتجاتهم وفقًا للنسبة المئوية للمديرات اللاتي يعملن بها، وبعد أن يطرحا العديد من المشاريع تصنف عملياتهما وبشكل متزايد بأنها غير أمريكية يجري وضعهعا رسميًا تحت المراقبة. ولكن أيًا كان سيحدث، يوقن مارفن أنه سيكون قادرًا على إعالة أسرته، بعد أن جرى أن ثبت في عمله بشكلٍ دائم.
أعيد نشر رواية الأستاذ الدائم بغلاف ورقي بوساطة هوتون ميفلين عام 2000. (رقم الكتاب المعياري الدولي 8-15455-618-0).

## الاستقبال
علق أحد النقاد الأدبيين في صحيفة نيويورك تايمز بالقول: ان مشاهدة الاستاذ الدائم للسيد جالبرايث وزوجته يهزان استقرار هارفارد ويسخران من عالم الشركات يصنع سخرية مفعمة الحيوية.

## هوامش
1. ↑  Mitang، Herbert (24 فبراير 1990). "Galbraith the Novelist In Economic Fairy Tale". New York Times. مؤرشف من الأصل في 2020-03-22. اطلع عليه بتاريخ 2007-10-25.